# Copa de baloncesto de Grecia
La Copa de baloncesto de Grecia es una competición anual organizada por la Federación Griega de Baloncesto desde el año 1976. Entre 1995 y 2004 se usó el formato de Final Four.

## Finales de Copa
| Año  | Ganador             | Finalista              | Marcador | Pabellón                       |
| ---- | ------------------- | ---------------------- | -------- | ------------------------------ |
| 1976 | Olympiakos B. C.    | AEK B. C.              | 81 - 69  | Glyfada Indoor Hall            |
| 1977 | Olympiakos B. C.    | Panionios BC           | 103 - 88 | Estadio Panathinaiko           |
| 1978 | Olympiakos B. C.    | AEK B. C.              | 83 - 72  | Estadio Panathinaiko           |
| 1979 | Panathinaikos B. C. | Olympiakos B. C.       | 79 - 72  | Estadio Panathinaiko           |
| 1980 | Olympiakos B. C.    | AEK B. C.              | 85 - 80  | Estadio Panathinaiko           |
| 1981 | AEK B. C.           | Iraklis BC             | 84 - 78  | Glyfada Indoor Hall            |
| 1982 | Panathinaikos B. C. | PAOK Salónica BC       | 66 - 63  | Alexandreio Melathron          |
| 1983 | Panathinaikos B. C. | Olympiakos B. C.       | 72 - 62  | Glyfada Indoor Hall            |
| 1984 | PAOK Salónica BC    | Aris Salónica BC       | 74 - 70  | Alexandreio Melathron          |
| 1985 | Aris Salónica BC    | Panathinaikos B. C.    | 86 - 70  | Estadio de la Paz y la Amistad |
| 1986 | Panathinaikos B. C. | Olympiakos B. C.       | 88 - 78  | Estadio de la Paz y la Amistad |
| 1987 | Aris Salónica BC    | Panellinios            | 110 - 70 | Estadio de la Paz y la Amistad |
| 1988 | Aris Salónica BC    | AEK B. C.              | 84 - 71  | Estadio de la Paz y la Amistad |
| 1989 | Aris Salónica BC    | PAOK Salónica BC       | 91 - 86  | Alexandreio Melathron          |
| 1990 | Aris Salónica BC    | PAOK Salónica BC       | 75 - 62  | Estadio de la Paz y la Amistad |
| 1991 | Panionios BC        | PAOK Salónica BC       | 73 - 70  | Estadio de la Paz y la Amistad |
| 1992 | Aris Salónica BC    | AEK B. C.              | 74 - 62  | Estadio de la Paz y la Amistad |
| 1993 | Panathinaikos B. C. | Aris Salónica BC       | 96 - 89  | Estadio de la Paz y la Amistad |
| 1994 | Olympiakos B. C.    | Iraklis BC             | 63 - 51  | Estadio de la Paz y la Amistad |
| 1995 | PAOK Salónica BC    | Panionios BC           | 72 - 53  | Lamia Indoor Hall Halkiopoulio |
| 1996 | Panathinaikos B. C. | Iraklis BC             | 85 - 74  | Patras Tofalos Arena           |
| 1997 | Olympiakos B. C.    | Apollon Patras B.C.    | 80 - 78  | Olympic Sports Hall            |
| 1998 | Aris Salónica BC    | AEK B. C.              | 71 - 68  | Alexandreio Melathron          |
| 1999 | PAOK Salónica BC    | AEK B. C.              | 71 - 54  | Estadio de la Paz y la Amistad |
| 2000 | AEK B. C.           | Panathinaikos B. C.    | 59 - 57  | PAOK Sports Arena              |
| 2001 | AEK B. C.           | Panathinaikos B. C.    | 66 - 64  | Olympic Sports Hall            |
| 2002 | Olympiakos B. C.    | Maroussi BC            | 74 - 66  | Estadio de la Paz y la Amistad |
| 2003 | Panathinaikos B. C. | Aris Salónica BC       | 81 - 76  | Larissa Neapolis Arena         |
| 2004 | Aris Salónica BC    | Olympiakos B. C.       | 73 - 70  | Lamia Indoor Hall Halkiopoulio |
| 2005 | Panathinaikos B. C. | Aris Salónica BC       | 72 - 68  | Lido Indoor Hall               |
| 2006 | Panathinaikos B. C. | Maroussi BC            | 68 - 57  | Galatsi Olympic Hall           |
| 2007 | Panathinaikos B. C. | Rethymno BC            | 87 - 48  | Olympic Sports Hall            |
| 2008 | Panathinaikos B. C. | Olympiakos B. C.       | 81 - 79  | Helliniko Indoor Arena         |
| 2009 | Panathinaikos B. C. | Olympiakos B. C.       | 80 - 70  | Helliniko Indoor Arena         |
| 2010 | Olympiakos B. C.    | Panathinaikos B. C.    | 68 - 64  | Helliniko Indoor Arena         |
| 2011 | Olympiakos B. C.    | Panathinaikos B. C.    | 74 - 68  | Helliniko Indoor Arena         |
| 2012 | Panathinaikos B. C. | Olympiakos B. C.       | 71 - 70  | Helliniko Indoor Arena         |
| 2013 | Panathinaikos B. C. | Olympiakos B. C.       | 81 - 78  | Helliniko Indoor Arena         |
| 2014 | Panathinaikos B. C. | Aris Salónica BC       | 90 - 53  | Heraklion Indoor Sports Arena  |
| 2015 | Panathinaikos B. C. | Apollon Patras B.C.    | 71 - 70  | Olympic Indoor Hall            |
| 2016 | Panathinaikos B. C. | Faros Keratsiniou B.C. | 101 - 54 | Olympic Indoor Hall            |
| 2017 | Panathinaikos B. C. | Aris Salónica BC       | 68 - 59  | Alexandreio Melathron          |
| 2018 | AEK B. C.           | Olympiakos B. C.       | 88 - 83  | Heraklion Indoor Sports Arena  |
| 2019 | Panathinaikos B. C. | PAOK Salónica BC       | 79 - 73  | Heraklion Indoor Sports Arena  |
| 2020 | AEK B. C.           | Promitheas Patras B.C. | 61 - 57  | Heraklion Indoor Sports Arena  |
| 2021 | Panathinaikos B. C. | Promitheas Patras B.C. | 91 - 79  | OAKA Indoor Hall               |
| 2022 | Olympiakos B. C.    | Panathinaikos B. C.    | 81 - 73  | Heraklion Indoor Sports Arena  |
| 2023 | Olympiakos B. C.    | Peristeri B.C.         | 85 - 57  | Heraklion Indoor Sports Arena  |
| 2024 | Olympiakos B. C.    | Panathinaikos B. C.    | 69 - 58  | Heraklion Indoor Sports Arena  |
| 2025 | Panathinaikos B. C. | Olympiakos B. C.       | 79 - 75  | Heraklion Indoor Sports Arena  |

## Títulos club
| Club                   | Títulos | Finalista | Años ganador |
| ---------------------- | ------- | --------- | --- |
| Panathinaikos B. C.    | 21      | 7         | 1979, 1982, 1983, 1986, 1993, 1996, 2003, 2005, 2006, 2007, 2008, 2009,2011, 2012, 2013, 2014, 2015, 2016, 2017, 2019, 2021, 2025 |
| Olympiakos B. C.       | 12      | 10        | 1976, 1977, 1978, 1980, 1994, 1997, 2002, 2010, 2011, 2022, 2023, 2024                                                            |
| Aris Salónica BC       | 8       | 6         | 1985, 1987, 1988, 1989, 1990, 1992, 1998, 2004                                                                                    |
| AEK B. C.              | 5       | 7         | 1981, 2000, 2001, 2018, 2020 |
| PAOK Salónica BC       | 3       | 5         | 1984, 1995, 1999 |
| Panionios BC           | 1       | 2         | 1991 |
| Iraklis BC             | -       | 3         | - |
| Maroussi BC            | -       | 2         | - |
| Apollon Patras B.C.    | -       | 2         | - |
| Promitheas Patras B.C. | -       | 2         | - |
| Panellinios            | -       | 1         | - |
| Rethymno BC            | -       | 1         | - |
| Faros Keratsiniou B.C. | -       | 1         | - |
| Peristeri BC           | -       | 1         | |

## Máximo anotador y MVP de la final de la Copa de Grecia
| Año  | Max. anotador                                    | Equipo                               | MVP                      | Equipo              |
| ---- | ------------------------------------------------ | ------------------------------------ | ------------------------ | ------------------- |
| 1976 | - Giorgos Kastrinakis                            | Olympiakos B. C.                     |                          |                     |
| 1977 | - Steve Giatzoglou                               | Olympiakos B. C.                     |                          |                     |
| 1978 | - Steve Giatzoglou                               | Olympiakos B. C.                     |                          |                     |
| 1979 | - Steve Giatzoglou                               | Olympiakos B. C.                     |                          |                     |
| 1980 | - Steve Giatzoglou - Giorgos Kastrinakis         | Olympiakos B. C.                     |                          |                     |
| 1981 | Vassilis Goumas                                  | AEK B. C.                            |                          |                     |
| 1982 | Vangelis Alexandris                              | PAOK Salónica BC                     |                          |                     |
| 1983 | Takis Koroneos                                   | Panathinaikos B. C.                  |                          |                     |
| 1984 | Nikos Stavropoulos                               | PAOK Salónica BC                     |                          |                     |
| 1985 | Panagiotis Giannakis                             | Aris Salónica BC                     |                          |                     |
| 1986 | - David Stergakos                                | Panathinaikos B. C.                  |                          |                     |
| 1987 | - Nikos Galis                                    | Aris Salónica BC                     |                          |                     |
| 1988 | Panagiotis Giannakis                             | Aris Salónica BC                     |                          |                     |
| 1989 | - Nikos Galis                                    | Aris Salónica BC                     |                          |                     |
| 1990 | - Nikos Galis                                    | Aris Salónica BC                     |                          |                     |
| 1991 | Giorgos Gasparis Ken Barlow                      | Panionios BC PAOK Salónica BC        |                          |                     |
| 1992 | - Nikos Galis                                    | Aris Salónica BC                     |                          |                     |
| 1993 | - Nikos Galis                                    | Panathinaikos B. C.                  |                          |                     |
| 1994 | Žarko Paspalj                                    | Olympiakos B. C.                     |                          |                     |
| 1995 | - Bane Prelević                                  | PAOK Salónica BC                     | - Bane Prelević          | PAOK Salónica BC    |
| 1996 | Dominique Wilkins                                | Panathinaikos B. C.                  | Dominique Wilkins        | Panathinaikos B. C. |
| 1997 | Harold Ellis                                     | Apollon Patras B.C.                  | David Rivers             | Olympiakos B. C.    |
| 1998 | Panagiotis Liadelis                              | Aris Salónica BC                     | Panagiotis Liadelis      | Aris Salónica BC    |
| 1999 | Frankie King                                     | PAOK Salónica BC                     | Walter Berry             | PAOK Salónica BC    |
| 2000 | Željko Rebrača                                   | Panathinaikos B. C.                  | Željko Rebrača           | Panathinaikos B. C. |
| 2001 | İbrahim Kutluay                                  | AEK B. C.                            | İbrahim Kutluay          | AEK B. C.           |
| 2002 | Alphonso Ford                                    | Olympiakos B. C.                     | Alphonso Ford            | Olympiakos B. C.    |
| 2003 | Fragiskos Alvertis                               | Panathinaikos B. C.                  | Fragiskos Alvertis       | Panathinaikos B. C. |
| 2004 | Smush Parker                                     | Aris Salónica BC                     | Nestoras Kommatos        | Aris Salónica BC    |
| 2005 | DeJuan Collins                                   | Aris Salónica BC                     | Jaka Lakovič             | Panathinaikos B. C. |
| 2006 | - Roderick Blakney                               | Maroussi BC                          | Kostas Tsartsaris        | Panathinaikos B. C. |
| 2007 | Kostas Tsartsaris                                | Panathinaikos B. C.                  | Kostas Tsartsaris        | Panathinaikos B. C. |
| 2008 | Lynn Greer                                       | Olympiakos B. C.                     | Kostas Tsartsaris        | Panathinaikos B. C. |
| 2009 | Dimitris Diamantidis                             | Panathinaikos B. C.                  | Dimitris Diamantidis     | Panathinaikos B. C. |
| 2010 | Miloš Teodosić                                   | Olympiakos B. C.                     | Miloš Teodosić           | Olympiakos B. C.    |
| 2011 | Miloš Teodosić                                   | Olympiakos B. C.                     | Miloš Teodosić           | Olympiakos B. C.    |
| 2012 | Georgios Printezis                               | Olympiakos B. C.                     | Šarūnas Jasikevičius     | Panathinaikos B. C. |
| 2013 | Dimitris Diamantidis (2)                         | Panathinaikos B. C.                  | Roko Ukić                | Panathinaikos B. C. |
| 2014 | Ramel Curry                                      | Panathinaikos B. C.                  | Ramel Curry              | Panathinaikos B. C. |
| 2015 | Toarlyn Fitzpatrick                              | Apollon Patras B.C.                  | Loukas Mavrokefalidis    | Panathinaikos B. C. |
| 2016 | Gaios Skordilis                                  | Faros Keratsiniou B.C.               | Dimitris Diamantidis (2) | Panathinaikos B. C. |
| 2017 | Will Cummings                                    | Aris Salónica BC                     | James Feldeine           | Panathinaikos B. C. |
| 2018 | Vassilis Spanoulis                               | Olympiakos B. C.                     | Manny Harris             | AEK B. C.           |
| 2019 | Will Hatcher                                     | PAOK Salónica BC                     | Nick Calathes            | Panathinaikos B. C. |
| 2020 | Kendrick Ray                                     | AEK B. C.                            | Nikos Zisis              | AEK B. C.           |
| 2021 | Ioannis Papapetrou                               | Panathinaikos B. C.                  | Ioannis Papapetrou       | Panathinaikos B. C. |
| 2022 | Nemanja Nedović                                  | Panathinaikos B. C.                  | - Tyler Dorsey           | Olympiakos B. C.    |
| 2023 | - Alec Peters                                    | Olympiakos B. C.                     | - Aleksandar Vezenkov    | Olympiakos B. C.    |
| 2024 | Dinos Mitoglou                                   | Panathinaikos B. C.                  | Moustapha Fall           | Olympiakos B. C.    |
| 2025 | Kostas Sloukas Kendrick Nunn Aleksandar Vezenkov | Panathinaikos B. C. Olympiakos B. C. | Kostas Sloukas           | Panathinaikos B. C. |